# Radouč (Jizerská tabule)
Radouč (256 m n. m.) je vrch v okrese Mladá Boleslav Středočeského kraje. Leží asi 0,5 km jjv. od Debře na jejím katastrálním území. Jihozápadní skalnatý okraj vrchu je chráněn jako národní přírodní památka Radouč.
Z jihozápadních skalních ochozů jsou výhledy do údolí Jizery a hrad Michalovice. Výhled do údolí je i ze severozápadního ochozu nad umělým zářezem obchvatu silnice I/38.

## Geomorfologické zařazení
Vrch náleží do celku Jizerská tabule, podcelku Středojizerská tabule, okrsku Skalská tabule a podokrsku Strenická tabule.

## Přístup
Pěší přístup je velmi jednoduchý od Debře, Mladé Boleslavi či městské části Podlázky. Nejbližší dojezd automobilem je od Debře k hřišti západně u vrchu. Po této cestě vede též modře značená turistická trasa.